# Hang Lùng Khúy
Hang Lùng Khúy là hang trong dãy núi ở bản Lùng Khúy xã Quản Bạ huyện Quản Bạ tỉnh Hà Giang, Việt Nam .
Hang Lùng Khúy thuộc dạng karst trong dãy núi đá vôi. Hang nằm cách trung tâm huyện Quản Bạ trên 10 km. Từ thị trấn Tam Sơn đi theo quốc lộ 4C chừng 8 km và leo bộ 2 km để tới cửa hang. Hang Lùng Khúy được mệnh danh là hang đẹp nhất trong các hang động đã được phát hiện ở Công viên địa chất toàn cầu Cao nguyên đá Đồng Văn .